# Rozières-sur-Crise
Rozières-sur-Crise és un municipi francès situat al departament de l'Aisne i a la regió dels Alts de França. L'any 2007 tenia 233 habitants.

## Demografia

### Població
El 2007 la població de fet de Rozières-sur-Crise era de 233 persones. Hi havia 80 famílies de les quals 16 eren unipersonals (8 homes vivint sols i 8 dones vivint soles), 28 parelles sense fills i 36 parelles amb fills.
La població ha evolucionat segons el següent gràfic:
Habitants censats

### Habitatges
El 2007 hi havia 83 habitatges, 75 eren l'habitatge principal de la família, 5 eren segones residències i 3 estaven desocupats. 81 eren cases i 2 eren apartaments. Dels 75 habitatges principals, 65 estaven ocupats pels seus propietaris, 6 estaven llogats i ocupats pels llogaters i 4 estaven cedits a títol gratuït; 2 tenien una cambra, 4 en tenien dues, 5 en tenien tres, 18 en tenien quatre i 46 en tenien cinc o més. 61 habitatges disposaven pel capbaix d'una plaça de pàrquing. A 31 habitatges hi havia un automòbil i a 41 n'hi havia dos o més.

### Piràmide de població
La piràmide de població per edats i sexe el 2009 era:
| Homes | Edats   | Dones |
| ----- | ------- | ----- |
| 0     | 95 o +  | 0     |
| 0     | 90 a 94 | 0     |
| 0     | 85 a 89 | 0     |
| 4     | 80 a 84 | 0     |
| 0     | 75 a 79 | 0     |
| 0     | 70 a 74 | 4     |
| 20    | 65 a 69 | 8     |
| 0     | 60 a 64 | 0     |
| 32    | 55 a 59 | 0     |
| 12    | 50 a 54 | 16    |
| 20    | 45 a 49 | 20    |
| 20    | 40 a 44 | 4     |
| 0     | 35 a 39 | 8     |
| 8     | 30 a 34 | 0     |
| 4     | 25 a 29 | 0     |
| 8     | 20 a 24 | 4     |
| 8     | 15 a 19 | 28    |
| 8     | 10 a 14 | 4     |
| 4     | 5 a 9   | 12    |
| 0     | 0 a 4   | 0     |

## Economia
El 2007 la població en edat de treballar era de 169 persones, 114 eren actives i 55 eren inactives. De les 114 persones actives 91 estaven ocupades (46 homes i 45 dones) i 23 estaven aturades (17 homes i 6 dones). De les 55 persones inactives 13 estaven jubilades, 8 estaven estudiant i 34 estaven classificades com a «altres inactius».

### Ingressos
El 2009 a Rozières-sur-Crise hi havia 74 unitats fiscals que integraven 198 persones, la mediana anual d'ingressos fiscals per persona era de 18.295 €.

### Activitats econòmiques
Dels 5 establiments que hi havia el 2007, 2 eren d'empreses de construcció, 2 d'empreses de serveis i 1 d'una entitat de l'administració pública.
Dels 2 establiments de servei als particulars que hi havia el 2009, 1 era una fusteria i 1 electricista.
L'any 2000 a Rozières-sur-Crise hi havia 3 explotacions agrícoles.

## Poblacions més properes
El següent diagrama mostra les poblacions més properes.